# Brigitte Gapais-Dumont
Brigitte Gapais-Dumont (* 25. April 1944 in Saint-Fargeau-Ponthierry; † 29. November 2018) war eine französische Florettfechterin.

## Erfolge
Brigitte Gapais-Dumont nahm an vier Olympischen Spielen teil. 1964 in Tokio schied sie im Viertelfinale der Einzelkonkurrenz aus, mit der Mannschaft belegte sie Rang sechs. Vier Jahre darauf verpasste sie in Mexiko-Stadt in beiden Konkurrenz mit dem vierten Platz jeweils knapp einen Medaillengewinn. 1972 wurde sie in München mit der Mannschaft erneut Sechste, während sie im Einzel das Halbfinale erreichte. Bei den Olympischen Spielen 1976 in Montreal erreichte sie in der Mannschaftskonkurrenz ungeschlagen das Finale um die Goldmedaille, das die Sowjetunion mit 9:2 gewann, sodass Gapais-Dumont gemeinsam mit Brigitte Latrille-Gaudin, Claudette Herbster-Josland, Christine Muzio und Véronique Trinquet die Silbermedaille gewann. Bei Weltmeisterschaften gewann sie 1966 in Moskau und 1970 in Ankara jeweils Bronze mit der Mannschaft.